# Saenura oriens
Saenura oriens là một loài bướm đêm thuộc phân họ Arctiinae, họ Erebidae.